# Dead Rising (jeu vidéo)
Pour le film, voir Dead Rising (film).
 (décembre 2018).
Si vous disposez d'ouvrages ou d'articles de référence ou si vous connaissez des sites web de qualité traitant du thème abordé ici, merci de compléter l'article en donnant les références utiles à sa vérifiabilité et en les liant à la section « Notes et références ».
Dead Rising (デッドライジング, Deddo Raijingu) est un jeu vidéo en vue à la troisième personne de type beat them all, Survival horror en monde ouvert, basé sur l'univers des zombies, sorti en 2006 sur Xbox 360. Édité et développé par Capcom, le jeu est la première œuvre de la franchise homonyme.
L'histoire du jeu suit Frank West (Terence J. Rotolo), un photojournaliste piégé dans un centre commercial dans la ville de Willamette au Colorado, durant une invasion de zombies. Il tente de découvrir la vérité derrière l'incident, tout en aidant des survivants et en affrontant des ennemis uniques, dénommés « psychopathes ».
Un portage a été développé par TOSE sur Wii sous le titre Dead Rising: Chop Till You Drop, ainsi que plusieurs suites : Dead Rising 2 (2010), mettant en scène Chuck Greene et se déroulant dans les casinos de Fortune City, un Las Vegas fictif ; Dead Rising 3 (2013), mettant en scène Nick Ramos et se déroulant dans la ville de Los Perdidos en Californie ; et Dead Rising 4 (2016), qui marque le retour de Frank West dans la ville de Willamette.
Le 10 janvier 2007, Capcom avait vendu 1 million d'exemplaires de Dead Rising.
Pour son 10e anniversaire, le jeu est ressorti le 13 septembre 2016 sur Microsoft Windows, PlayStation 4, et Xbox One.

## Histoire

### Cadre
Frank West, photographe reporter, est dépêché dans la ville de Willamette (Colorado) à la suite d'une rumeur, selon laquelle la population aurait disparu. Dès son arrivée sur place en hélicoptère, Frank découvre une ville dévastée et les rues grouillant de zombies à la poursuite de très rares survivants. Pris en chasse par l'armée, mais souhaitant en savoir plus, Frank demande au pilote de le déposer sur le toit d'un centre commercial et de revenir le chercher trois jours plus tard.
Dès ses premiers pas, Frank croise la route d'un personnage mystérieux, Carlito, qui le prévient d'un grand danger (« Ceci mon ami… est l’enfer »). Une fois à l'intérieur du centre commercial, Frank rencontre un groupe de réfugiés se tenant à l'écart de la horde de zombies. Malheureusement, une vieille femme voit son chien parmi les monstres et détruit les barricades pour sortir le chercher ; les zombies pénètrent alors dans le centre commercial et le groupe de survivants est en grande partie dévorée. Frank est contraint de rebrousser chemin et de se réfugier dans la chaufferie avec Otis Washington, un employé du centre commercial. Dès lors, le photojournaliste est pris dans une intrigue où il doit mettre à l'abri les survivants et comprendre les agissements de certains personnages qui semblent en savoir davantage sur les récents événements de Willamette…

### Fin alternatives
Il y a cinq fins alternatives dans le jeu, ainsi qu'une fin cachée.

### Histoires parallèles: les psychopathes
Lors des missions secondaires proposées (escorte ou sauvetage), Frank se retrouve face à certains survivants, nommés « psychopathes », qui se révèlent être devenus fous au point de s'en prendre aux autres.
- Adam le clown : Propriétaire d'un manège à wagons qui, en marche, dissuade les zombies de l'attaquer. À ceci près que le manège est constamment en fonctionnement ! Les poupées dans sa cinématique d'introduction peuvent indiquer ce qui est arrivé à ses clients, qui étaient évidemment des enfants. Armé de 2 tronçonneuses, le clown est déterminé à empêcher Frank de stopper les wagons. Une fois mis hors jeu, il tombe et s'éventre avec ses propres tronçonneuses.
- Steven le caissier de supermarché : Seul survivant d'un mini marché, il élimine tous ceux qui entrent dans son magasin (zombies et humains), persuadé qu'ils viennent vandaliser ce qui lui appartient. Armé d'une carabine et d'un caddie customisé avec des lames et des produits d'entretien inflammables, Frank doit le battre pour sauver une survivante et prendre des médicaments. Une fois vaincu, Steven se lamente au sujet du mini marché et décède.
- Cliff la machette Asiatique : Vétéran de la guerre du Viêt Nam, il est persuadé que les zombies sont l'œuvre des communistes. Avide de vengeance à la suite de la mort de sa petite fille, il capture, torture et exécute tous les survivants, espérant obtenir des informations sur ce qui s'est passé. Cliff exploite les rayons labyrinthiques de son magasin, tout en étant armé d'une machette et de grenades. S'il est vaincu, le vétéran dévoile ce qui est arrivé à sa famille avant de mourir. Par ailleurs, il est le seul psychopathe de Dead Rising qui en mourant regagne sa santé mentale et s'excuse auprès du héros pour ses actions.
- Jo la policière : Officier de police corrompu au sein d'un magasin de mode féminin, elle retient captive quiconque entre dans le magasin sur des prétextes futiles (exemple : une femme en tenue légère...), pour satisfaire en réalité ses pulsions sadiques. Armée d'un revolver, de sa matraque et de sa force physique, Jo abuse de son autorité pour donner une leçon aux criminels. Une fois vaincue, elle se lamente sur Frank avant de mourir.
- Sean le juge : Depuis l'arrivée des zombies, il dirige une secte de fanatiques en imperméables jaunes et masques verts (qui se dit au service du conseil de la magie) et prône les sacrifices humains pour espérer la survie de ses adeptes. Armé d'une longue épée, Sean contrôle les salles de cinéma du centre commercial. Il sera empalé sur une épée par accident une fois vaincu.
- Le trio d'évadés : Évadés de prison, armés d'une jeep militaire équipée d'une mitrailleuse lourde ou de battes de baseball, ils s'amusent à tirer sur tout ce qui bouge, zombies comme humains ! Frank peut s'en débarrasser un par un.
- Kent le photographe : Exerçant le même job que Frank West, il souhaite devenir le plus grand photographe. Pour cela, il est prêt à capturer un survivant pour le donner en pâture aux zombies et obtenir les meilleurs clichés de sa carrière. Armé d'un flingue, de quelques bases de self défense... et de son appareil photo, il est prêt à tout pour obtenir le scoop du siècle. Après être vaincu, il propose à Frank, avant de mourir, de prendre une photo et celui-ci refuse.
- Cletus l'armurier : Propriétaire d'un magasin d'armes et paranoïaque, il empêche les survivants d'accéder à ses armes pour mieux combattre les zombies. Une fois battu, il est dévoré par l'un d'eux. Dans la version Wii, il peut être sauvé et une fois que Frank l'aura sauvé, il vend à Frank ses meilleures armes à feu pour le remercier de le sauver contre les zombies.
- La famille de snipers : Jack, Thomas et leur père sont de très bons snipers, partisans du droit de la Constitution qui leur garantit l'usage d'armes à feu. Pour survivre, ils sont prêts à tuer les autres survivants et s'accaparer leurs biens. Frank peut les tuer un par un.
- Paul le pyromane : Jeune homme parano mal dans sa peau, il est persuadé que tout le monde se moque de lui. En conséquence, il attaque tous les passants avec des cocktails Molotov. Une fois vaincu, il est le seul psychopathe qui peut être sauvé par Frank et peut se joindre à lui avec les autres survivants. Dans la version Wii, seul lui et Cletus sont les deux psychopathes qui peuvent être sauvés par Frank.
- Larry le boucher : Propriétaire d'une charcuterie, il doit, à la suite de l'attaque des zombies, trouver de la viande pour tenir sa réputation. Et comme la chair de zombie est pourrie, il rabat son choix sur... les humains. Larry est armé de son hachoir, de ses crocs de boucher et de sa forte corpulence. Frank West doit le battre pour sauver un témoin capital du mystère de la destruction de Willamette ; une fois Larry le boucher mort, Frank libère Carlito Keyes, qui meurt ensuite.
- Isabela Keyes : la sœur de Carlito Keyes ; au cours de l'affrontement elle est en moto, et une fois battue, Frank et elle s'expliquent et deviennent alliés.
- Brock Mason : le boss final qu'affronte Frank West au corps à corps. Une fois vaincu, il tombe au milieu des zombies.
- Special Forces : Soldats à la scène, Frank peut les tuer pour obtenir leurs armes.
- True Eye : des hommes de Sean le juge ; Frank peut en tuer quelques-uns.
- Carlito Keyes : le frère d'Isabela Keyes, qui est un fugitif recherché. Il sera tué par Larry le Boucher.

## Système de jeu

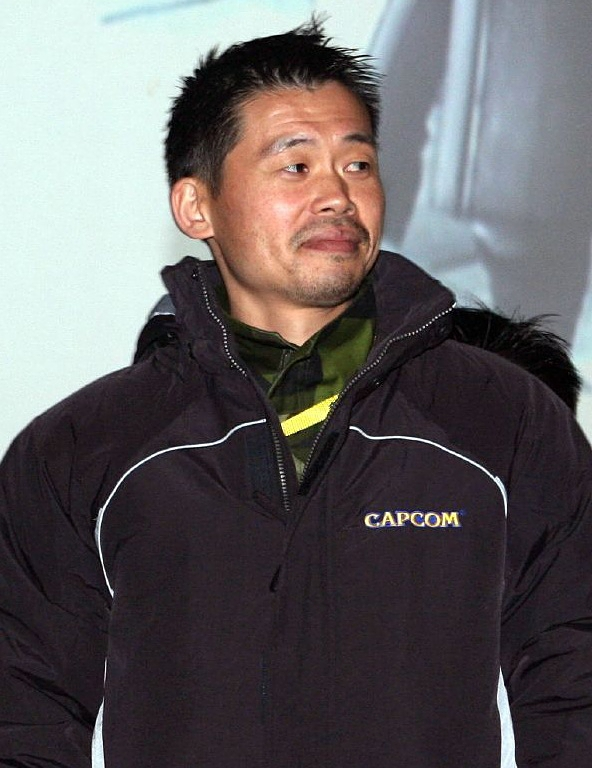
Keiji Inafune en 2007, producteur de Dead Rising.

Le jeu prend place dans un gigantesque centre commercial infesté de zombies dans lequel le personnage principal est enfermé 3 jours. Le joueur dirige un personnage en vue à la troisième personne. Il a un temps limité pour débuter et terminer les missions.
Le héros évolue au fur et à mesure de ses actions. Le jeu possède un système de niveaux de personnage, de 1 à 50. À chaque montée de niveau, un attribut spécial est donné aléatoirement à Frank : nouveaux coups de corps à corps, sauter plus haut, courir plus vite, augmentation des points de santé...
Des points de prestige (PP) peuvent être récupérés ; ils correspondent à l'expérience du joueur, accumulée en prenant des photos, en allant, chercher des survivants et en les ramenant dans la salle de sécurité, ou en tuant des zombies.
De très nombreux objets peuvent être ramassés pour se défendre (battes de baseball, couteaux, pistolets, barres de fer, etc.), tandis que certains servent à se régénérer (vin, jus d'orange, pomme , etc.).
Des bonus sous la forme de livres permettent d'améliorer les compétences du personnage, au détriment d'un emplacement dans l'inventaire. Ces bonus permettent d'obtenir une plus grande résistance pour un type d'arme, un plus grand nombre de points pour chaque zombie tué, etc.
Plusieurs missions sont proposées au joueur ; certaines font partie de la « quête principale », d'autres sont optionnelles : il s'agit le plus souvent d'aller sauver une ou plusieurs personnes et de les escorter jusqu'à l'abri, mais aussi de combattre des psychopathes.
Le jeu propose plusieurs fins.

## Accueil

### Ventes
D'après Capcom, 500 000 copies ont été vendues dans le mois suivant la sortie du jeu, pour un total d'un million de copies à la fin de l'année 2006.

## Influences
Tout comme le jeu Zombi (1986), Dead Rising comporte de très nombreuses similitudes avec le film Dawn of the Dead (1978) de George A. Romero : le thème principal, le lieu de l'action, ainsi que l'arrivée en hélicoptère.